# کوجی ناکاتا
کوجی ناکاتا (به انگلیسی: Koji Nakata) بازیکن فوتبال اهل ژاپن و عضو تیم ملی فوتبال ژاپن است که در تاریخ ۰۵ فوریه ۲۰۰۰ میلادی اولین بازی ملی‌اش را انجام داد. او در ۵۷ بازی ملی حضور داشت و آخرین بازی ملی خود را در تاریخ ۵ ژوئن ۲۰۰۷ میلادی انجام داد. کوجی ناکاتا در بازی‌های ملی‌اش
۲ گل به ثمر رساند.